# Autorskie prawa majątkowe
Autorskie prawa majątkowe (ang. the author's economic rights) – zespół uprawnień, jakie przysługują twórcy utworu, ze szczególnym uwzględnieniem kwestii ekonomicznych tych uprawnień. W prawie polskim pojęcie autorskich praw majątkowych reguluje art. 17 (i dalsze) ustawy o prawie autorskim i prawach pokrewnych (Dz.U. z 2021 r. poz. 1062). Stanowi on, że twórcy przysługuje wyłączne prawo do korzystania z utworu i rozporządzania nim na wszystkich polach eksploatacji oraz do wynagrodzenia za korzystanie z utworu.
Najistotniejszą częścią autorskich praw majątkowych jest tzw. prawo do korzystania z utworu i rozporządzania prawem do korzystania z utworu (nim) na wszystkich polach eksploatacji (tzw. monopol autorski).
Ustawa w art. 50 jako przykład wskazuje pola eksploatacji (katalog nie jest zamknięty, wraz z rozwojem techniki będą powstawały bądź już istnieją inne pola eksploatacji):
- w zakresie utrwalania i zwielokrotniania utworu – wytwarzanie określoną techniką egzemplarzy utworu, w tym techniką drukarską, reprograficzną, zapisu magnetycznego oraz techniką cyfrową,
- w zakresie obrotu oryginałem albo egzemplarzami, na których utwór utrwalono – wprowadzanie do obrotu, użyczenie lub najem oryginału albo egzemplarzy,
- w zakresie rozpowszechniania utworu w sposób inny niż wcześniej omówione – publiczne wykonanie, wystawienie, wyświetlenie, odtworzenie oraz nadawanie i reemitowanie, a także publiczne udostępnianie utworu w taki sposób, aby każdy mógł mieć do niego dostęp w miejscu i w czasie przez siebie wybranym.

## Dozwolony użytek osobisty (prywatny) utworów chronionych prawem autorskim
Zgodnie z art. 23 ust. 1 prawa autorskiego dopuszczalne jest nieodpłatne korzystanie bez zezwolenia twórcy z już rozpowszechnionego utworu w zakresie własnego użytku osobistego, z wyjątkiem wykorzystania cudzego utworu architektonicznego i architektoniczno-urbanistycznego do stworzenia własnego utworu oraz korzystania z elektronicznych baz danych spełniających cechy utworu, chyba że dotyczy to własnego użytku naukowego niezwiązanego z celem zarobkowym.
Zgodnie z tym artykułem nie będzie karalne pobieranie z Internetu (poprzez technologie inne od programów P2P) plików MP3 i filmów czy kopiowanie książek. Odpowiedzialność cywilna i karna może zaistnieć wówczas, gdy osoba będzie udostępniała albo – tym bardziej – sprzedawała (przykładowo w sieci bezpośredniej wymiany plików) różnego rodzaju utwory (np. filmy, mp3 czy zdjęcia) podmiotom innym niż określone w ust. 1 art. 23.
Art. 23 nie ma natomiast zastosowania wobec programów komputerowych, co oznacza, że korzystanie z programów chronionych prawem autorskim bez posiadania na nie licencji, nawet tylko do użytku osobistego, jest karalne. Oprócz odpowiedzialności karnej osobie, która narusza prawa autorskie, grozi odpowiedzialność cywilna.
Ograniczenia co do dozwolonego użytku osobistego ustanawia art. 35 prawa autorskiego, który mówi, iż dozwolony użytek nie może naruszać normalnego korzystania z utworu lub godzić w słuszne interesy twórcy. Przykładowo naruszeniem zasad korzystania z utworu do użytku osobistego będzie wykonanie bardzo dużej ilości kopii jakiegoś utworu w celu np. jego rozpowszechniania.

## Systemy społeczne odrzucające potrzebę istnienia majątkowych praw autorskich
Według niektórych doktryn społecznych, majątkowe prawa autorskie (a także patenty) są nieuzasadnionym czerpaniem korzyści przez osoby, które stworzyły dzieło sztuki (lub wynalazek). Uzasadnieniem takiego podejścia ma być fakt, że we wszechświecie wszelkie rozwiązania i idee są potencjalnie możliwe, a więc człowiek ich nie tworzy, lecz odkrywa; odkrywca może czerpać dochody ze swego odkrycia, ale nie powinien mieć ustawowego monopolu na korzystanie ze swego odkrycia.
Kolejnym argumentem krytyków praw majątkowych jest fakt, że łamanie tych praw nie przynosi ich posiadaczowi czynnej straty, a co najwyżej utratę potencjalnej korzyści, gdy tymczasem łamanie prawa własności materialnej (kradzież dowolnego przedmiotu) przynosi czynną stratę posiadaczowi przedmiotu. Kopiowanie dzieł lub niezależne odkrywanie już istniejących, a strzeżonych, utworów nie powoduje utraty tych koncepcji u pierwszego ich odkrywcy.
Przykładem technicznego problemu wynikającego z dzisiejszej konstrukcji majątkowych praw autorskich jest fakt zależności obowiązywania okresu ochrony dzieła od czasu życia autora tej idei. Długowieczność autora spowoduje blokadę dzieł na długi czas. Również okresy ochrony są krytykowane, gdyż wskazują się, że w przeciwieństwie do wieczystych praw posiadania przedmiotów materialnych, majątkowe prawa autorskie jednak w końcu wygasają, a długość ich obowiązywania jest przyjmowana arbitralnie.